# Laguna de San Pedro Lagunillas (Nayarit)

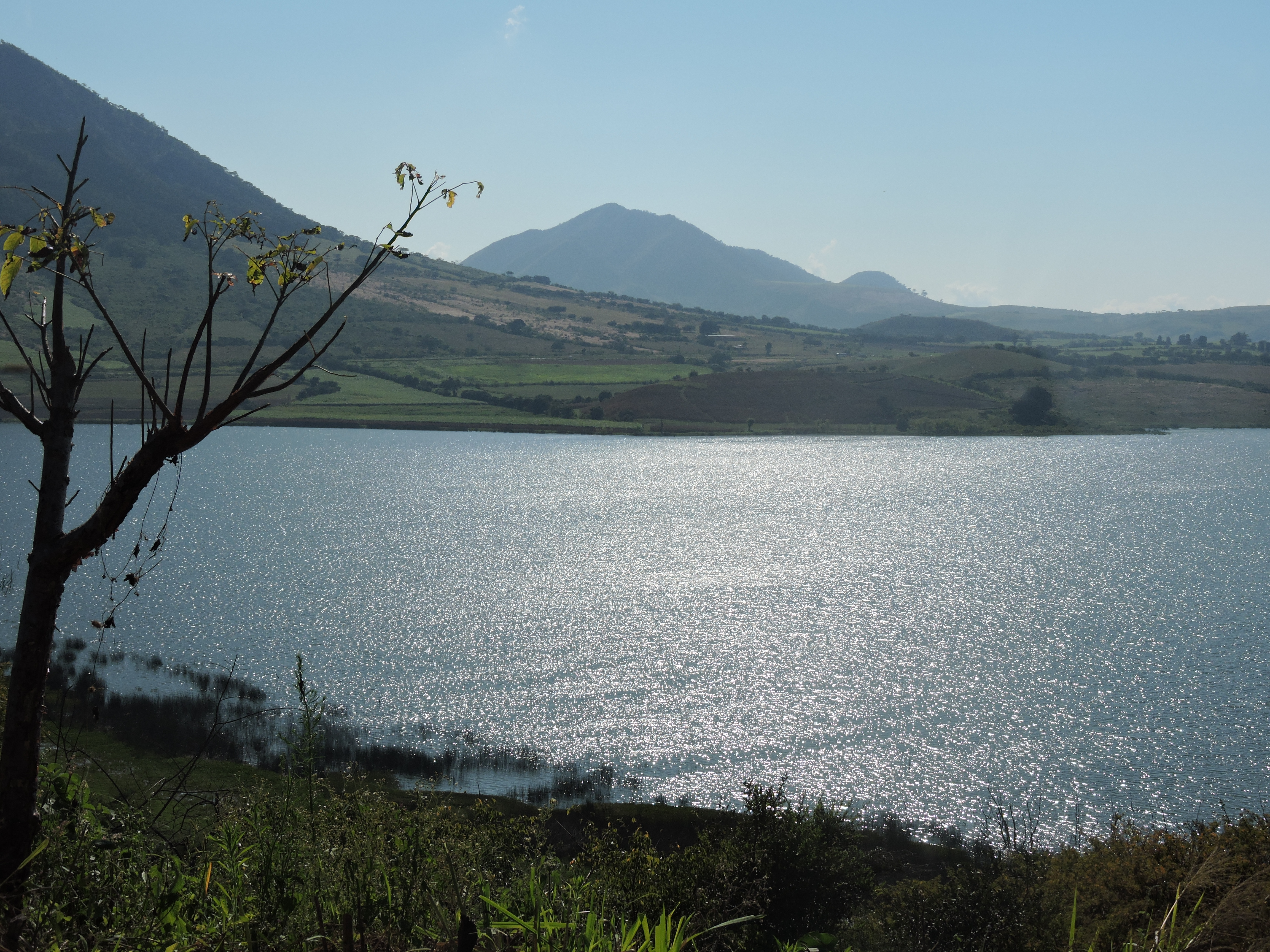
Fotografía de la Laguna de San Pedro Lagunillas.

La Laguna de San Pedro Lagunillas se ubica en el municipio de San Pedro Lagunillas, en el estado de Nayarit, México. Esta laguna tiene 1.6 km de ancho y 1.9 km de largo, con una profundidad aproximada de 9 metros. San Pedro Lagunillas está rodeado por el Arroyo de San Pedro, que vierte sus aguas en la laguna.
Es una laguna muy peligrosa debido a sus corrientes y su profundidad. Las corrientes son mucho más fuertes en el centro de la laguna, causando que hasta botes grandes se puedan voltear. En primavera, la corriente se hace mucho más tranquila, por lo que es más seguro navegar sobre sus aguas. Esto se debe a que en primavera los vientos son menos fuertes que en otras estaciones, lo que genera que la corriente no sea tan fuerte y, por lo tanto, sea mucho más seguro ir a nadar.
Gracias a que la Laguna de San Pedro Lagunillas es un lugar turístico, en el municipio se han hecho varios paseos recreativos en botes y se realizan diversas actividades al aire libre como el ciclismo, la pesca y otras actividades relacionadas con la acuicultura.

## Flora y fauna
Alrededor de la laguna existen diversas especies de plantas, tales como el encino, ocote, penitente, roble y el venadillo. En sus aguas habitan muchos peces y entre las especies más abundantes destacan el bagre, la lobina y la tilapia.